# Frédérique Devaux
Frédérique Devaux est une réalisatrice française d'origine berbère, née à Paris.
Elle réalise des films expérimentaux et des documentaires depuis 1980.

## Biographie
Elle a consacré de nombreux ouvrages aux créations du mouvement lettriste, sur le cinéma (Le Cinéma lettriste, Paris Expérimental, 1990, Traité de bave et d'éternité, éditions Yellow Now,1991), la photographie, des monographies (Entretiens avec Isidore Isou, La Bartavelle, 1991) ou sur les rapports entre les créations isouiennes et la religion judaïque (deux tomes publiés chez Le Christolien en 1996 et 1998).
Elle a également réalisé de très nombreuses manifestations en galerie, dans les musées, et propagé longtemps les films et les créations lettristes.
Ses propres réalisations circulent dans de nombreux musées du monde.
Elle est coauteur depuis 2000, avec Michel Amarger, d'une série documentaire  en vidéo Cinexpérimentaux (éditée par Re:Voir Vidéo), dédiée à des auteurs de cinéma expérimental (Marcel Hanoun, Martine Rousset, Stephen Dwoskin, …) ou à des structures (Coopérative Light Cone) et d'un essai sur les procédures du cinéma expérimental sur quatre continents (Cinémas de traverse, 2010). Le DVD contient un portrait de l'auteur et quelques films, généralement des courts métrages.
Elle est membre active de la Coopérative Light Cone, du Collectif Jeune Cinéma et du laboratoire alternatif L'Abominable.
Elle réalise des films avec Michel Amarger depuis 1979.
En 1991, avec d'autres artistes cinéastes dont Martine Rousset, Vivian Ostrovsky, Jennifer Lou Burford, Marcelle Thirache, elle participe au projet Dissolution : Six solutions, ayant pour but de présenter leurs analyses sur leurs créations cinématographiques.
Maître de conférences à l'Université Aix-Marseille, elle travaille notamment sur les cinémas dits "mineurs" (cinéma expérimental, cinéma berbère…) tout en poursuivant ses réalisations.
Ses films ont été montrés un peu partout dans le monde, notamment au
Centre Georges Pompidou , à la Cinémathèque française, au Jeu de Paume, au Festival de Lussas, au Festival international de films de femmes de Créteil, au Festival international du court métrage de Clermont-Ferrand, aux États-Unis (Berkeley, Chicago, San Francisco, Musée d’art contemporain Minneapolis, Anthology Film Archives NY), au Japon, en Espagne, Italie, Écosse, Australie, Pérou, Canada, entre autres, et sur des chaines de télévision, comme Arte.
Elle a publié en 2016 le premier ouvrage d'analyse (historique et esthétique) sur le cinéma kabyle et amazigh (berbère)  aux Éditions L'Harmattan 

## Filmographie sélective
- 1980 : Film avec pellicule*
- 1981 : Imagogie
- 1981 : Altergrafies I, II, III
- 1983 : Journalités I Journal non filmé (1983-1995)
- 1997 : Logomagie
- 1998 : Signes Song
- 1998 : Bri(n)s d’images
- 1999 : Fils d’images
- 1999 : Entrecroisées
- 1999 : Ellipses
- 1999 : Clins de vue
- 2000 : T®ous (W)Hole
- 2001 : Fil(m)
- 2001-2008 : K (1 à 8) 2001-2008. La série des K a été éditée dans le DVD qui accompagnait, en 2010, la sortie du numéro 2 de la revue Dérives[5] :
- 2011 : Impressions de Kabylie
- 2012 : Accords à cœur
- 2015 : Villes

### Documentaires
- 2000 : Cinexpérimentaux 1 sur (l'œuvre de) Martine Rousset
- 2000 : Cinexpérimentaux 2 sur  Pip Chodorov
- 2001 : Cinexpérimentaux 3 sur Nicolas Rey
- 2001 : Cinexpérimentaux 4 sur Vivian Ostrovsky
- 2002 : Cinexpérimentaux sur Rose Lowder
- 2003 : Cinexpérimentaux 6 sur Marcel Hanoun, Une leçon de cinéma
- 2003 : Les Deux Lucy (making of de Lucy en miroir de  Raphaël Bassan)
- 2004 : Entre deux rives, documentaire biographique sur les racines kabyles de l'auteur [6]
- 2005 : Cinexpérimentaux 7 sur Stéphane Marti
- 2006 : Cinexpérimentaux 8 sur la coopérative Light Cone
- 2010 : Cinexpérimentaux 9 sur Stephen Dwoskin
- 2010 : Cinémas de traverse, vaste documentaire sur le cinéma expérimental mondial [7]
- 2012 : Cinexpérimentaux 10 sur  Christophe Karabache
- 2014 : Cinexpérimentaux 11, Voyage dans le cinéma expérimental à Beyrouth avec Jaap Pieters au Liban